# 포츠담 협정
포츠담 협정( - 協定, 영어: Potsdam Agreement, 러시아어: Потсдамское соглашение 1945 года, 독일어: Potsdamer Abkommen)은 1945년 8월 2일에 미국·영국·소련 간에 포츠담 회담에 따라 채택된 협정이다. 21조와 2개의 부속 의정서로 구성되어 있다. 제2차 세계 대전 후의 유럽 처리, 주로 독일의 전후 통치에 관한 대책이 이루어졌다.

## 같이 보기
- 포츠담 선언